# Elisabeth Bertram
Elisabeth Bertram (* 3. März 1902 als Elisabeth Christina Maria Brünner in Wien; † 26. April 1999 in München) war eine österreichisch-bulgarische Schauspielerin und Hörspielsprecherin.

## Leben und Wirken
Die Tochter des Kaufmanns Rudolf Brünner und seiner Frau Christina, geb. Ladstätter, absolvierte nach dem Besuch der Mittelschule eine Schauspielausbildung bei Hermine Körner in München und erhielt ihr erstes Festengagement am Münchner Schauspielhaus. Nach vier Jahren wechselte sie für jeweils eine Saison ans Albert-Theater (Dresden) sowie ans Oberschlesische Städtebundtheater (Beuthen, Gleiwitz, Hindenburg), ehe sie für sieben Jahre ans Badische Staatstheater Karlsruhe kam. Hier spielte sie 1928 in Henrik Ibsens  Die Kronprätendenten. Ab Mitte der 1930er-Jahre trat sie gastierend auf.
Während des Zweiten Weltkriegs lebte Elisabeth Bertram im schwäbischen Hindelang und betreute den Arzt und Homöopathen Edwin Blos, mit dessen Tochter sie befreundet war. Nach Kriegsende nahm sie ihren Beruf wieder auf und war u. a. 1964 am Stadttheater Ingolstadt in Gespenster (ebenfalls Ibsen) und 1966 am Contra-Kreis-Theater Bonn in Der Snob von Carl Sternheim zu sehen. Für Film und Fernsehen wirkte sie erst nach ihrem 60. Geburtstag. Zu ihrem Repertoire gehörten Spielfilme wie Rainer Werner Fassbinders Angst essen Seele auf und Joseph Vilsmaiers Rama dama. Hörspiele mit ihrer Beteiligung, alle produziert vom Bayerischen Rundfunk und dem ORF, gibt es aus dem Zeitraum 1959 bis 1970.
Elisabeth Bertram war in den 1920er-Jahren mit einem Bulgaren namens Todoroff verheiratet und besaß eine Zeit lang die bulgarische Staatsbürgerschaft. Aus der Ehe stammte eine 1924 geborene Tochter.

## Filmografie
- 1966: Elektra (Fernsehfilm)
- 1974: Angst essen Seele auf
- 1975: Eine ganz gewöhnliche Geschichte (Fernsehserie)
- 1977: Gruppenbild mit Dame
- 1977: Die Vertreibung aus dem Paradies
- 1977: Das Haus mit der Nr. 30 (Fernsehserie, 6 Folgen)
- 1979: Der Willi-Busch-Report
- 1980: Das feuerrote Spielmobil (Fernsehserie, Folge 1x07 Da hinten läuft ein Schrank)
- 1982: Neues aus Uhlenbusch (Fernsehserie, Folge 5x06 Mensch Oma, was hast’n du?)
- 1983: Die Schaukel
- 1984: Morgen in Alabama
- 1984: Kerbels Flucht (Fernsehfilm)
- 1985: Der eiserne Weg (Fernsehserie, Folge 1x01 Anna geht auf Amerika)
- 1985: Hochzeit (Fernsehfilm)
- 1986: Der wilde Clown
- 1988: Tatort: Gebrochene Blüten (Fernsehreihe)
- 1988: Der Fahnder (Fernsehserie, Folge 2x20 Familienbande)
- 1990: Das schreckliche Mädchen
- 1990: Florian (Fernsehserie, 5 Folgen)
- 1991: Rama dama
- 1991: Wer Knecht ist, soll Knecht bleiben (Fernsehfilm)
- 1992: Lilli Lottofee (Fernsehserie)
- 1992: Die Hausmeisterin (Fernsehserie, 3 Folgen)
- 1992: Forsthaus Falkenau (Fernsehserie, Folge 3x08 Zurück nach Falkenau)
- 1996: Der Mond scheint auch für Untermieter (Fernsehserie, Folge 2x06 Schatten der Vergangenheit)

## Hörspiele
- 1959: Walter Meckauer: Die Feigenblattgondel – Regie: Walter Ohm
- 1959: Ezra Pound, Sophokles: Die Frauen von Trachis – Regie: Walter Ohm
- 1963: Karl Richard Tschon: Umweg nach Hause – Regie: Walter Ohm
- 1968: Günter Eich: Die Stunde des Huflattichs – Regie: Otto Grünmandl
- 1969: Miroslav Stehlik: Telefonseelsorge – Regie: Hermann Brix
- 1970: Bert Breit: Wer noch Augen hat zu sehen diesen Stern, der folge seinem Licht – Regie: Bert Breit
- 1970: Brian Friel: Blinde Mäuse – Regie: Rudolf Kautek